# Channelling (fizică)
Channelling (canalizarea) este procesul care forțează trecerea unei particule încărcate electric într-un solid cristalin .
Multe fenomene fizice pot apărea atunci când o particulă încărcată este incidentă pe un solid țintă, de exemplu, împrăștierea elastică, procesele neelastice de pierdere de energie, emisia secundară de electroni, radiațiile electromagnetice, reacțiile nucleare etc. Toate aceste procese au secțiuni transversale care depind de impactul parametrilor implicați în coliziuni cu atomi țintă individuali. Atunci când materialul țintă este omogen și izotrop, parametrul de impact al distribuției este independent de orientarea momentului particulei și procesele de interacțiune sunt, de asemenea, independente de orientare. Atunci când materialul țintă este monocristalin, randamentele proceselor fizice sunt foarte puternic dependente de orientarea momentului particulei privind axele cristaline sau plane. Sau, cu alte cuvinte, puterea de oprire a particulei este mult mai mică în anumite direcții decât altele. Acest efect este de obicei numit  efectul channelling. Acesta este legat de alte efecte dependente de orientare, cum ar fi difracția particulei.

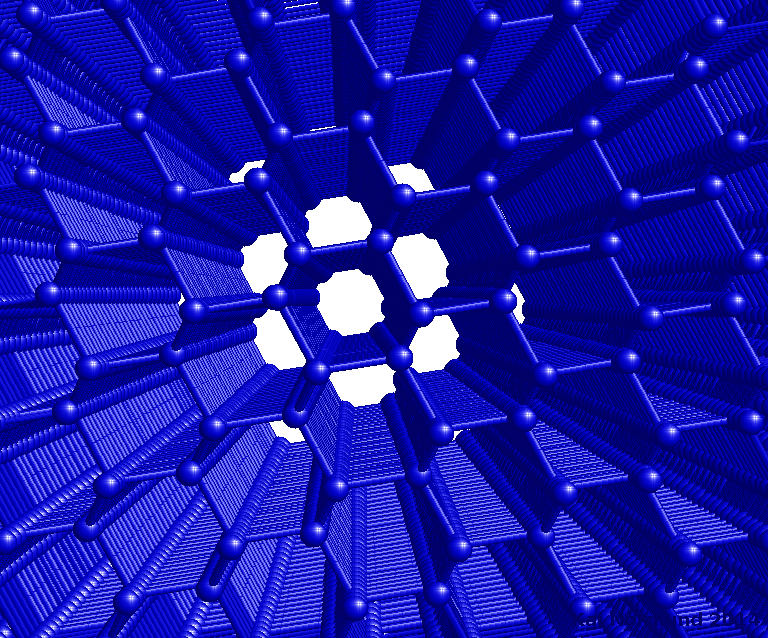
Fig. 1. O aproximativ 12 nm grosime de cristal de siliciu

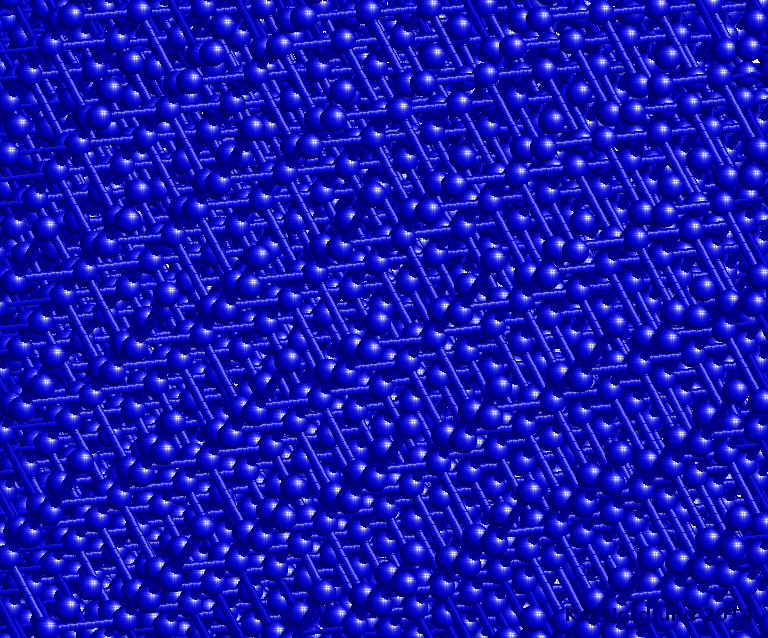
Fig. 2. Același cristal de Si ca în Fig. 1 privit dintr-o direcție rotită aleatoriu.

## Istorie
Efectul channelling a fost descoperit în aproximarea coliziunii binare în simulări pe calculator în 1963 pentru a explica cozile exponențiale la distribuțiile observate experimental de ioni care nu sunt conforme cu teoriile standard privind penetrarea ionilor. Predicția simulată a fost confirmată experimental în anul următor prin măsurări ale adâncimii penetrării ionului în monocristale de wolfram.